# Jerzy Roman Jaglarz
Jerzy Roman Jaglarz (ur. 1939 w Wadowicach, zm. 26 marca 1988), polski poeta, prozaik, dziennikarz.
Studiował polonistykę na krakowskiej Wyższej Szkole Pedagogicznej. Pracował w zakładowych rozgłośniach otrzymując nagrody za słuchowiska i reportaże. Był autorem wielu programów kabaretowych, a także współtwórcą i prezesem grupy literackiej "Nadskawie". W latach 1982–1984 był zastępcą redaktora naczelnego Beskidzkiej Oficyny Wydawniczej w Bielsku-Białej i działał w wadowickiej Oficynie Wydawniczej.
Członek Związku Literatów Polskich. Współautor Opowieści o Wadowicach (1983), wydał tomiki wierszy: Plamy na wyobraźni (1980), Do najważniejszej list otwarty (1982), Pierścień z kaboszonem (1982), Rekolekcje szydercy (1984). Nagła śmierć przerwała zaawansowane prace nad słownikiem bibliograficznym Ziemi Wadowickiej.